# Yoshihiro Naruse

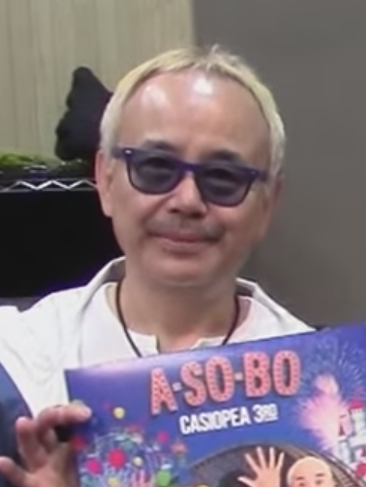
Yoshihiro Naruse, 2015

Yoshihiro Naruse (jap. 鳴瀬 喜博, Naruse Yoshihiro; * 13. November 1949 in Tokio) ist ein japanischer Bassist. Sein Spitzname ist Narucho (ナルチョ). Er ist nebenbei auch als Bass-Lehrer tätig.

## Biografie
Der Sohn eines Frucht- und Gemüsehändlers begann in der Schule, beeinflusst durch die Beatles, Gitarre zu spielen. Da die Band, der er beitrat, schon Gitarristen hatte, wechselte er das Instrument und lernte Bass. Er besuchte die Seikei-Universität, die er 1971 abschloss.
Seinen Stil prägt vor allem das sogenannte Slappen.
In den 1970er Jahren spielte er in verschiedenen Disco-Bands. Sein erstes Album erschien 1976. In seiner Karriere spielte er in vielen Bands und zusammen mit vielen Musikern u. a. mit Lee Ritenour, George Duke und Larry Graham.
In den 1990er Jahren war er Dozent an der Musikhochschule Tokio.
1990 kam er zur Jazzfusion Band Casiopea und ersetzte Tetsuo Sakurai am Bass. Mit Casiopea ist er bis 2006 unterwegs. Seitdem ist er Bassist bei verschiedenen Bands und Musikprojekten wie Dimension, Urugome oder Yaju-Ohkoku. Mit seiner von ihm gegründeten Band "Naru-Choice" spielt er unter anderem von ihm komponierte Casiopea-Songs, mit Gastmusiker Minoru Mukaiya.

## Diskografie

### Soloalben
- Mythtique (1981)
- Bass Bawl (1982)
- Bass Metals (1983)
- Bassquake (1983)
- Stimulus (1986)
- Gomen (live) (1987)
- Here comes the hurricane bassman (2000)
- Window (2004)
- Simple Song Simple Night (2005)